# Dennhof (Kirchenpingarten)
Dennhof ist ein Gemeindeteil der Gemeinde Kirchenpingarten im Landkreis Bayreuth (Oberfranken, Bayern). Dennhof liegt in der Gemarkung Lienlas.

## Geografie
Das Dorf liegt an der Haidenaab unmittelbar südlich des Fichtelgebirges. Die übrigen Flächen bestehen aus Acker- und Grünland. Eine Gemeindeverbindungsstraße führt die Staatsstraße 2177 kreuzend nach Schmetterslohe (0,8 km südwestlich) bzw. nach Grub (0,9 km nordwestlich).

## Geschichte
Der Ort wurde im Jahr 1378 als „Tenhoff“ erstmals urkundlich erwähnt. Er gehörte damals den Herren von Weidenberg.
Dennhof lag im Fraischbezirk des oberpfälzischen Landrichteramtes Waldeck-Kemnath. Grundherren waren die Landsasserei Reislas (drei Anwesen der sogenannten Bärtl Reißischen Untertanen: Angergut mit 1⁄3 und 1⁄20 Hoffuß, Weiherhaus mit 1⁄4 und 1⁄20 und Stinkmühle mit 8⁄20 und ein Inwohner) und das Rittergut Tressau (sechs Anwesen: Gusengut, Schustergütel, Wirtsgeorgengut, Hauselsgut, Bachgut, Weihergut mit je 3⁄8 Hoffuß und zwei Inwohner).
Mit dem Gemeindeedikt wurde Dennhof dem 1808 gebildeten Steuerdistrikt Fuchsendorf und der 1818 gebildeten Ruralgemeinde Lienlas zugewiesen. Am 1. Januar 1972 wurde Dennhof nach Kirchenpingarten eingemeindet.

## Baudenkmäler
- Steinkreuz[11]

## Einwohnerentwicklung
| Jahr      | 001818 | 001824 | 001861 | 001871 | 001885 | 001900 | 001925 | 001950 | 001961 | 001970 | 001987 |
| Einwohner | 70     | 61     | 62     | 67     | 56     | 60     | 52     | 57     | 53     | 51     | 40     |
| Häuser    |        | 10     |        |        | 10     | 10     | 9      | 9      | 10     |        | 10     |
| Quelle    | [ 13 ] | [ 9 ]  | [ 14 ] | [ 15 ] | [ 16 ] | [ 17 ] | [ 18 ] | [ 19 ] | [ 20 ] | [ 21 ] | [ 1 ]  |

## Religion
Dennhof ist römisch-katholisch geprägt und nach St. Jakobus der Ältere (Kirchenpingarten) gepfarrt.